# Gymnopilus piceinus
Gymnopilus piceinus là một loài nấm thuộc họ Cortinariaceae.